# Kia

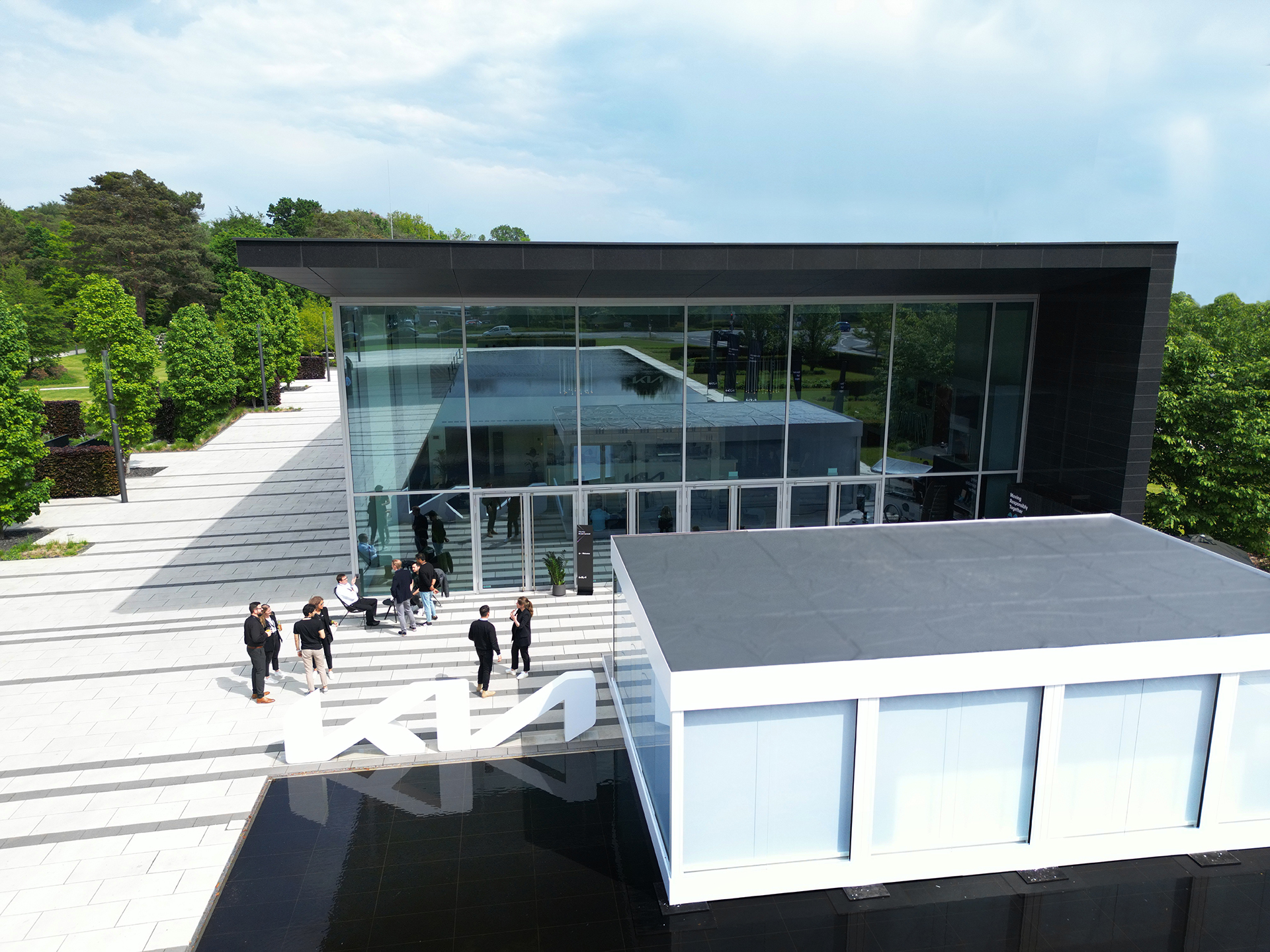
Kia Brand Summit

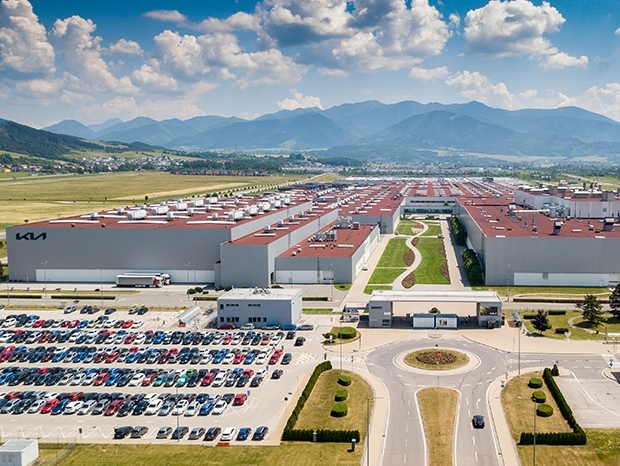
Kia továrna u Žiliny, Slovensko

Kia Corporation je jihokorejská automobilová značka, která byla založena v roce 1944. Je členem skupiny Hyundai-Kia Automotive Group a její cíl je být jedním z největších výrobců automobilů na světě. Hyundai koupil společnost v roce 1998. Ve výrobních a montážních závodech v šesti zemích světa v současnosti automobilka produkuje více než 3 000 000 vozidel ročně, která jsou prodávána prostřednictvím sítě oficiálních zastoupení ve 190 zemích světa. Kia má dnes přes 52 tisíc zaměstnanců.

## Historie

#### První kroky
Společnost Kia zahájila svoji výrobu v prosinci roku 1944 jako výrobce ocelových trubek a částí jízdních kol. Firma se původně jmenovala Hyungsung Precision Industry. První továrna byla umístěna v Yougdeungpo, které se nacházelo na území dnešního Soulu. V roce 1952 vyrobila továrna první jízdní kolo a jméno firmy se změnilo na Kia Industrial Company.
- 1944: Založení značky Kia pod názvem Kyungsung Precision Industry.
- 1957: Představení prvního korejského jízdního kola.
- 1974: První osobní automobil vyvinutý v Koreji - Kia Brisa.
- 1990: Kia Pride hatchback se stává prvním vozem Kia prodávaným v Evropě.
- 1993: Kia vstupuje na český trh.
- 1999: Kia součástí koncernu HMG.
- 2006: Otevření výrobního závodu ve slovenské Žilině.
- 2014: Uvedení prvního elektrického vozidla Soul EV na evropský trh.
- 2020: Oznámen Plan S zahrnující přechod k elektromobilům a autonomním vozidlům.[3][4]
- 2021: Představení prvního vyhrazeného elektromobilu Kia EV6 na platformě E-GMP.

- 2022: Představení konceptů vlajkové SUV lodi zcela nové koncepce s názvem EV9.
- 2023: Představení konceptů EV3 a EV4.
- 2024: PBV (Platform Beyond Vehicle) - Kia odhalila svou strategii pro PBV

#### Historie společnosti Kia
Společnost Kia byla založena v roce 1944 pod názvem Kyungsung Precision Industry a zpočátku se zaměřovala na výrobu komponentů pro jízdní kola. V roce 1952 vyrobila první korejské jízdní kolo Samchully a změnila název na Kia Industries. V 70. letech 20. století začala vyrábět osobní automobily, přičemž prvním modelem byl Brisa (1974). Postupně se portfolio značky rozšiřovalo o další modely, jako například Pride (1987), Sephia (1992), Sportage (1993) nebo Elan (1996). V roce 1998 došlo ke spojení s automobilkou Hyundai Motor Company, čímž vznikla skupina Hyundai Motor Group.

#### Rozvoj v 21. století
Na počátku nového tisíciletí se Kia dále rozvíjela a uváděla na trh nové modely, jako Optima (2000), Sorento (2002), Picanto (2004), Ceed (2006), Soul (2008) a Venga (2009). V roce 2003 byl otevřen výzkumný a vývojový areál v jihokorejském Namyangu a v roce 2006 zahájil provoz výrobní závod v Žilině na Slovensku. V roce 2007 se evropské sídlo společnosti přestěhovalo do nových prostor ve Frankfurtu nad Mohanem.

#### Přechod k elektrifikaci
Od roku 2010 se Kia začala systematicky věnovat vývoji elektrifikovaných vozidel. V roce 2014 uvedla svůj první elektromobil dostupný na globálním trhu – model Soul EV. Následovaly hybridní a plně elektrické varianty modelové řady Niro (2016, resp. 2018). Mezi další novinky v tomto období patřily modely Stinger, Stonic a XCeed. V roce 2020 byly uvedeny plug-in hybridní verze modelů XCeed a Ceed Sportswagon a oznámena hybridní varianta modelu Sorento. V roce 2021 uvedla Kia svůj první elektromobil na platformě E-GMP – model EV6.

## Modely prodávané v Česku

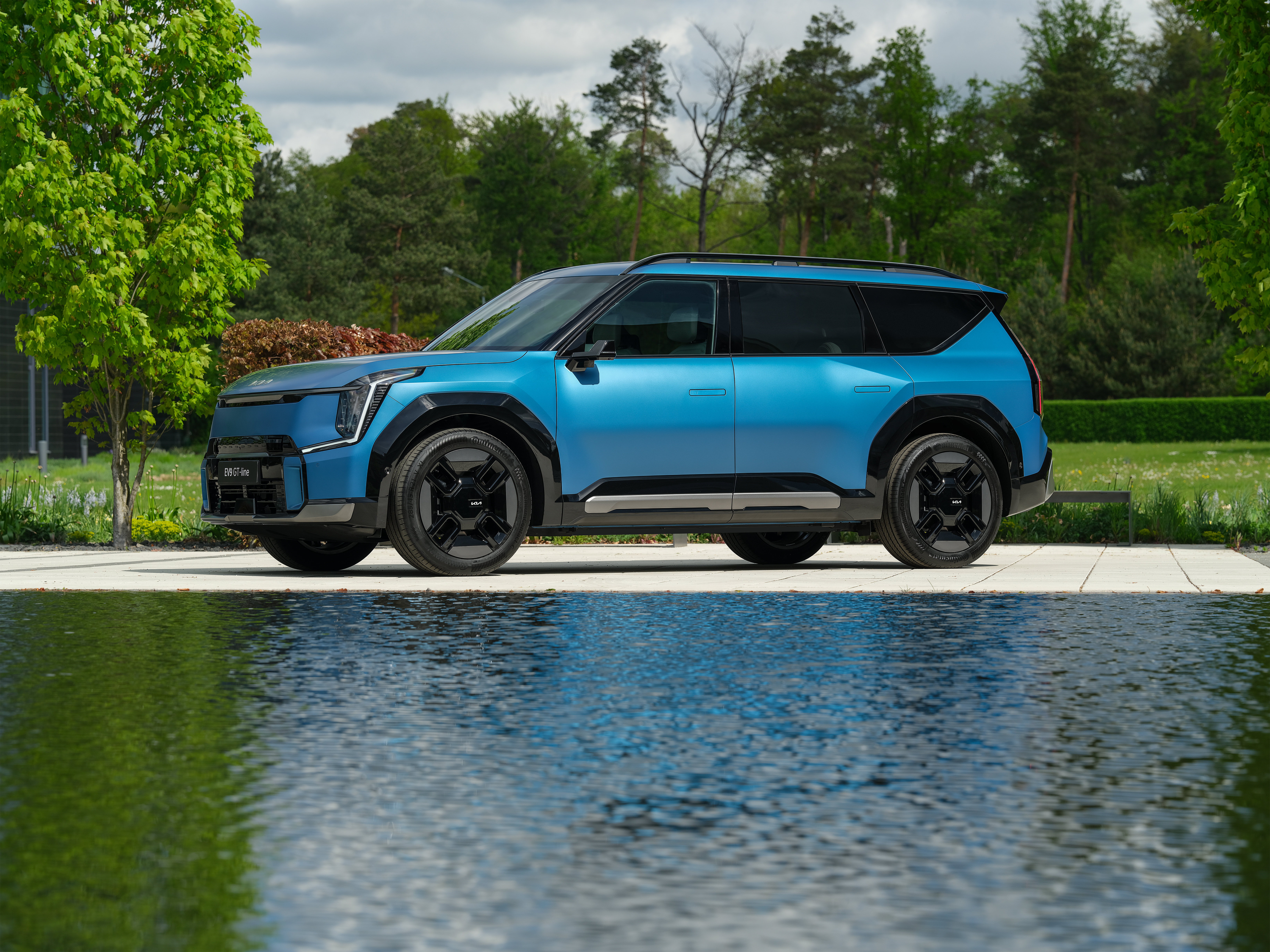
Kia EV9

- Vozy se spalovacím motorem:
  - Picanto
  - Stonic
  - Ceed
  - Ceed Sportswagon
  - ProCeed
  - XCeed
  - Sportage
  - Sorento
- Hybridy:
  - Niro HEV
  - Sportage HEV
  - Sorento HEV
- Plug-in hybridy:
  - Niro PHEV
  - Sportage PHEV
  - Sorento PHEV
- Bateriové elektromobily:
  - Niro EV
  - EV3
  - EV4
  - EV5
  - EV6
  - EV6 GT
  - EV9
  - EV9 GT
  - PBV (Platform Beyond Vehicle)
    - PV1
    - PV5
    - PV7

## Výrobní závod Kia v Žilině na Slovensku
Koncem roku 2006 otevřela Kia svůj první vlastní závod v Evropě za cenu přibližně 1,7 miliardy EUR, po výstavbě mezi říjnem 2004 a prosincem 2005. Továrna se nachází 200 kilometrů severovýchodně od Bratislavy v Žilině, v obci Teplička nad Váhom, a zaujímá plochu více než 1,6 kilometrů čtverečních.
V prosinci 2020 Kia investovala 70 milionů EUR do řady modernizací závodu v Žilině, aby usnadnila výrobu nových spalovacích a hybridních pohonných jednotek Kia "Smartstream".

#### Výrobní kapacita a zaměstnanost
Na 7,5 kilometrů dlouhé výrobní lince má závod má roční kapacitu přibližně 350 000 vozidel, což představuje přibližně desetinu celosvětové produkce značky Kia. Zároveň se v žilinské továrně vyrobí přibližně 540 000 motorů z dílen na výrobu motorů nacházejících se v areálu. 
V roce 2021 opustil linku čtyřmiliontý vyrobený vůz a v roce 2023 bylo dosaženo milníku sedmi milionů vyrobených motorů. 
Od téhož roku tvoří hybridní a plug-in hybridní modely přibližně 28 % celkové produkce. V žilinském závodě pracuje přibližně 3 800 zaměstnanců, což odpovídá zhruba osmi procentům celkové pracovní síly společnosti Kia. Provoz je silně automatizovaný a využívá více než 600 průmyslových robotů.